# Trigodon gaudryi
Trigodon és un gènere extint de mamífers de la família Haplodontheriidae, del subordre dels Toxodonta, de l'ordre Notoungulata pertanyent als meridiungulats. Va existir des de fa 11,61 milions d'anys fins fa 3 milions d'anys (Miocè superior i Pliocè). Eren animals de potes i colls curts que todavia no habian desenvolupat una creu amb forma de gep, com els toxodonts posteriors.